# Keiko Ai
Pour les articles homonymes, voir AI.
Keiko Ai (阿井 景子), Ai Keiko, nom véritable Ura Junko (浦 順子), née le 16 janvier 1932 dans la préfecture de Nagasaki, est une écrivaine japonaise.

## Biographie
Après avoir terminé ses études à la faculté de pédagogie de l'université de Saga, elle travaille pendant une courte période en tant que professeur dans un lycée. Elle quitte bientôt cette occupation et s'installe à Tokyo, où elle entre en correspondance avec Kitaōji Rosanjin. Elle travaille comme éditrice et journaliste pour l'hebdomadaire Josei Jisei (女性自身), publié par les éditions Kōdansha. En 1971, elle publie pour la première fois sous son nom véritable. Cinq ans plus tard, elle fait ses débuts d'écrivaine avec Ryūma no tsuma (龍馬の妻). Ses écrits prennent souvent pour sujet les femmes dans un contexte historique, telles que celles de l'entourage du samouraï Sakamoto Ryōma.
Depuis 1991, elle participe à l'écriture de nombreuses séries dorama taiga drama (大河ドラマ) de la NHK.

## Ouvrages (sélection)
- 1971 Okusama benri shojiten: katei yōhin no hozon to teire (奥さまべんり小事典 家庭用品の保存と手入れ, Kleines Lexikon für die Hausfrau - Instandhaltung und Pflege von Haushaltswaren)
- 1976 Ryūma no tsuma (龍馬の妻)
- 1985 Ryūma no mō hitori no tsuma (竜馬のもう一人の妻)
- 1990 Meiji o irodotta tsumatachi (明治を彩った妻たち)

## Source de la traduction
- (de) Cet article est partiellement ou en totalité issu de l’article de Wikipédia en allemand intitulé « Keiko Ai » (voir la liste des auteurs).
- Notices d'autorité :   - VIAF
  - ISNI
  - LCCN
  - GND
  - Japon
  - CiNii
  - WorldCat